# Campionato Primavera 2 2019-2020
Il Campionato Primavera 2 2019-2020 è stata la 3ª edizione del Campionato Primavera 2. La squadra campione in carica era il Bologna. Il campionato, iniziato il 14 settembre 2019, è stato prima sospeso l'11 marzo 2020 a causa della pandemia di COVID-19, con un comunicato ufficiale emanato dalla Lega Serie B, e poi interrotto definitivamente. Le classifiche finali sono state redatte usando il coefficiente correttivo, determinando così le promozioni di Milan, Ascoli e SPAL.

## Stagione

### Novità
Dal Campionato Primavera 1 2018-2019 sono retrocessi Milan e Udinese. Il Genoa, invece, retrocesso dopo aver perso i play-out, è stato riammesso, in quanto il Palermo non si è iscritto al campionato di Serie B e dunque quest'ultimo non può prendere parte al Campionato Primavera. Le squadre maggiori di Carpi, Padova e Foggia sono retrocesse in Serie C e vengono sostituite dalle neopromosse in Serie B: Juve Stabia, Pisa, Pordenone, Trapani e Virtus Entella.

### Regolamento
Il Campionato Primavera 2 si articola in due fasi successive:
- Gironi "all'italiana": le società iscritte sono suddivise in due gironi da 12 squadre ciascuno (Girone A, Girone B). Al termine di questa fase, la prima classificata di ogni girone viene promossa nel Campionato Primavera 1.
- Play-off per la promozione: le società classificatesi dal 2º al 7º posto di ogni girone, per un totale di dodici squadre, disputano i play-off per la promozione nel Campionato Primavera 1.

Turno preliminare: le otto società ammesse sono accoppiate fra loro secondo il seguente schema (gara unica):
P1: 4º Girone A contro 7º Girone B;
P2: 5º Girone A contro 6º Girone B;
P3: 4º Girone B contro 7º Girone A;
P4: 5º Girone B contro 6º Girone A.
Se una partita termina in parità, si qualifica ai quarti di finale la squadra meglio classificata al termine della prima fase (non è previsto lo svolgimento dei tempi supplementari, né l’esecuzione dei tiri di rigore).
Quarti di finale: le quattro società teste di serie (seconde e terze classificate di ogni girone) e le quattro società vincenti le gare del turno preliminare sono accoppiate fra loro secondo il seguente schema (gare di andata e di ritorno):
Q1: 2º Girone A contro Vincente P4;
Q2: 3º Girone A contro Vincente P3;
Q3: 2º Girone B contro Vincente P2;
Q4: 3º Girone B contro Vincente P1.
Semifinali: le quattro società vincenti le gare dei quarti di finale sono accoppiate fra loro secondo il seguente schema (gare di andata e di ritorno):
S1: Vincente Q1 contro Vincente Q4;
S2: Vincente Q3 contro Vincente Q2.
Nelle gare di quarti di finale e di semifinale, nel caso in cui il risultato aggregato d'un confronto sia in parità al termine della partita di ritorno, si qualifica al turno successivo la Società meglio classificata al termine della fase a gironi.
Finale: le società vincitrici delle semifinali si affronteranno in finale in gare di andata e ritorno. Nel caso in cui il risultato aggregato del confronto sia in parità al termine della partita di ritorno, le squadre disputano i tempi supplementari e, in subordine, i tiri di rigore per determinare la squadra vincitrice che verrà promossa nel Campionato Primavera 1. Per stabilire la squadra che giocherà in casa la finale, verranno presi in considerazione i seguenti criteri:
- miglior piazzamento ottenuto nella fase a gironi;
- punti ottenuti nell'intera fase a gironi;
- maggior numero di vittorie ottenute nell'intera fase a gironi;
- miglior differenza reti nell'intera fase a gironi;
- maggior numero di reti segnate nell'intera fase a gironi;
- minor numero di cartellini rossi ricevuti nell'intera fase a gironi;
- minor numero di cartellini gialli ricevuti nell'intera fase a gironi;
- sorteggio.

## Girone A

### Squadre partecipanti
| Club           | Città           | Stagione precedente                  |
| -------------- | --------------- | ------------------------------------ |
| Brescia        | Brescia         | 6º posto nel girone A                |
| Cittadella     | Cittadella (PD) | 12º posto nel girone A               |
| Cremonese      | Cremona         | 8º posto nel girone A                |
| Milan          | Milano          | 15º posto nel Campionato Primavera 1 |
| Parma          | Parma           | 9º posto nel girone A                |
| Pordenone      | Pordenone       | -                                    |
| SPAL           | Ferrara         | 2º posto nel girone A                |
| Spezia         | La Spezia       | 4º posto nel girone A                |
| Udinese        | Udine           | 16º posto nel Campionato Primavera 1 |
| Venezia        | Venezia         | 3º posto nel girone A                |
| Verona         | Verona          | 5º posto nel girone A                |
| Virtus Entella | Chiavari (GE)   | -                                    |

### Allenatori e primatisti
| Squadra        | Allenatore          |
| -------------- | ------------------- |
| Brescia        | Elia Pavesi         |
| Cittadella     | Maurizio Rossi      |
| Cremonese      | Stefano Lucchini    |
| Milan          | Federico Giunti     |
| Parma          | Marco Veronese      |
| Pordenone      | Paolo Favaretto     |
| SPAL           | Luca Fiasconi       |
| Spezia         | Alessandro Pierini  |
| Udinese        | Filippo Cristante   |
| Venezia        | Nicola Marangon     |
| Verona         | Nicola Corrent      |
| Virtus Entella | Gianpaolo Castorina |

### Classifica
Fonte: sito ufficiale Lega Serie B.
- {\displaystyle PT} è il punteggio totale accumulato in classifica fino al momento della sospensione definitiva;
- {\displaystyle MPc} è la media punti realizzati nelle gare disputate in casa fino al momento della sospensione definitiva;
- {\displaystyle NPc} è il numero di partite rimanenti da giocare in casa secondo il calendario ordinario;
- {\displaystyle MPt} è la media punti realizzati nelle gare disputate in trasferta fino al momento della sospensione definitiva;
- {\displaystyle NPt} è il numero di partite rimanenti da giocare in trasferta secondo il calendario ordinario.

|       | Pos. | Squadra        | PF    | Pt | G  | V  | N | P  | GF | GS | DR  |
| ----- | ---- | -------------- | ----- | -- | -- | -- | - | -- | -- | -- | --- |
|       | 1.   | Milan          | 61,36 | 53 | 19 | 17 | 2 | 0  | 61 | 14 | +47 |
|       | 2.   | SPAL           | 45,22 | 37 | 18 | 12 | 1 | 5  | 40 | 29 | +11 |
|       | 3.   | Udinese        | 40,82 | 35 | 19 | 11 | 2 | 6  | 39 | 24 | +15 |
|       | 4.   | Verona         | 40,33 | 33 | 18 | 10 | 3 | 5  | 36 | 26 | +10 |
|       | 5.   | Pordenone      | 29,70 | 26 | 19 | 7  | 5 | 7  | 25 | 33 | -8  |
|       | 6.   | Virtus Entella | 25,30 | 22 | 19 | 6  | 4 | 9  | 33 | 46 | -13 |
| [ 6 ] | 7.   | Spezia         | 23,22 | 19 | 18 | 5  | 4 | 9  | 25 | 29 | -4  |
| [ 6 ] | 8.   | Brescia        | 23,22 | 19 | 18 | 5  | 4 | 9  | 31 | 41 | -10 |
| [ 6 ] | 9.   | Parma          | 23,22 | 19 | 18 | 5  | 4 | 9  | 25 | 40 | -15 |
|       | 10.  | Venezia        | 21,17 | 17 | 18 | 5  | 2 | 11 | 25 | 34 | -9  |
|       | 11.  | Cittadella     | 19,71 | 15 | 17 | 3  | 6 | 8  | 22 | 35 | -13 |
|       | 12.  | Cremonese      | 15,74 | 12 | 17 | 3  | 3 | 11 | 19 | 30 | -11 |

Legenda:
      Promosse in Campionato Primavera 1 2020-2021.
Regolamento:
Tre punti per la vittoria, uno per il pareggio, zero per la sconfitta.
In caso di arrivo di due o più squadre a pari punti, la graduatoria finale verrà stilata secondo la classifica avulsa tra le squadre interessate che prevede, in ordine, i seguenti criteri:
- maggior numero di punti ottenuti negli scontri diretti
- miglior differenza reti negli scontri diretti
- miglior differenza reti nell'intera fase a gironi
- maggior numero di reti segnate nell'intera fase a gironi
- minor numero di cartellini rossi ricevuti nell'intera fase a gironi
- minor numero di cartellini gialli ricevuti nell'intera fase a gironi
- sorteggio

### Risultati

#### Calendario
| andata (1ª) | andata (1ª) | Prima giornata       | ritorno (12ª) | ritorno (12ª) |
|             |             |                      |               |               |
| 14 set.     | 0-1         | Cremonese-Verona     | 3-4           | 14 dic.       |
| 14 set.     | 1-1         | Milan-Spezia         | 3-0           | 14 dic.       |
| 14 set.     | 2-1         | SPAL-Brescia         | 4-3           | 14 dic.       |
| 14 set.     | 4-0         | Udinese-Cittadella   | 1-4           | 14 dic.       |
| 14 set.     | 0-2         | Venezia-Pordenone    | 1-2           | 14 dic.       |
| 14 set.     | 2-2         | Virtus Entella-Parma | 1-3           | 14 dic.       |

| andata (2ª) | andata (2ª) | Seconda giornata       | ritorno (13ª) | ritorno (13ª) |
|             |             |                        |               |               |
| 21 set.     | 4-0         | Brescia-Virtus Entella | 2-7           | 18 gen.       |
| 21 set.     | 2-1         | Cittadella-Venezia     | 1-3           | 18 gen.       |
| 20 set.     | 3-1         | Verona-SPAL            | 0-2           | 18 gen.       |
| 21 set.     | 3-2         | Parma-Udinese          | 2-5           | 18 gen.       |
| 21 set.     | 0-1         | Pordenone-Milan        | 0-6           | 18 gen.       |
| 20 set.     | 3-0         | Spezia-Cremonese       | 2-2           | 18 gen.       |

| andata (1ª) | andata (1ª) | Prima giornata       | ritorno (12ª) | ritorno (12ª) |
|             |             |                      |               |               |
| 14 set.     | 0-1         | Cremonese-Verona     | 3-4           | 14 dic.       |
| 14 set.     | 1-1         | Milan-Spezia         | 3-0           | 14 dic.       |
| 14 set.     | 2-1         | SPAL-Brescia         | 4-3           | 14 dic.       |
| 14 set.     | 4-0         | Udinese-Cittadella   | 1-4           | 14 dic.       |
| 14 set.     | 0-2         | Venezia-Pordenone    | 1-2           | 14 dic.       |
| 14 set.     | 2-2         | Virtus Entella-Parma | 1-3           | 14 dic.       |

| andata (2ª) | andata (2ª) | Seconda giornata       | ritorno (13ª) | ritorno (13ª) |
|             |             |                        |               |               |
| 21 set.     | 4-0         | Brescia-Virtus Entella | 2-7           | 18 gen.       |
| 21 set.     | 2-1         | Cittadella-Venezia     | 1-3           | 18 gen.       |
| 20 set.     | 3-1         | Verona-SPAL            | 0-2           | 18 gen.       |
| 21 set.     | 3-2         | Parma-Udinese          | 2-5           | 18 gen.       |
| 21 set.     | 0-1         | Pordenone-Milan        | 0-6           | 18 gen.       |
| 20 set.     | 3-0         | Spezia-Cremonese       | 2-2           | 18 gen.       |

| andata (3ª) | andata (3ª) | Terza giornata        | ritorno (14ª) | ritorno (14ª) |
|             |             |                       |               |               |
| 28 set.     | 2-2         | Brescia-Parma         | 4-3           | 25 gen.       |
| 28 set.     | 0-1         | Cremonese-Udinese     | 0-3           | 24 gen.       |
| 28 set.     | 3-2         | Milan-Venezia         | 2-0           | 25 gen.       |
| 28 set.     | 2-0         | Pordenone-Spezia      | 0-1           | 25 gen.       |
| 28 set.     | 2-2         | SPAL-Cittadella       | 5-3           | 24 gen.       |
| 28 set.     | 1-3         | Virtus Entella-Verona | 3-2           | 25 gen.       |

| andata (4ª) | andata (4ª) | Quarta giornata        | ritorno (15ª) | ritorno (15ª) |
|             |             |                        |               |               |
| 5 ott.      | 1-1         | Cittadella-Milan       | 3-7           | 1° feb.       |
| 5 ott.      | 5-2         | Verona-Pordenone       | 1-2           | 1° feb.       |
| 5 ott.      | 1-1         | Parma-Cremonese        | 0-2           | 1° feb.       |
| 5 ott.      | 2-1         | Spezia-SPAL            | 0-1           | 1° feb.       |
| 5 ott.      | 1-1         | Udinese-Brescia        | 3-0           | 1° feb.       |
| 5 ott.      | 1-3         | Venezia-Virtus Entella | 5-0           | 1° feb.       |

| andata (3ª) | andata (3ª) | Terza giornata        | ritorno (14ª) | ritorno (14ª) |
|             |             |                       |               |               |
| 28 set.     | 2-2         | Brescia-Parma         | 4-3           | 25 gen.       |
| 28 set.     | 0-1         | Cremonese-Udinese     | 0-3           | 24 gen.       |
| 28 set.     | 3-2         | Milan-Venezia         | 2-0           | 25 gen.       |
| 28 set.     | 2-0         | Pordenone-Spezia      | 0-1           | 25 gen.       |
| 28 set.     | 2-2         | SPAL-Cittadella       | 5-3           | 24 gen.       |
| 28 set.     | 1-3         | Virtus Entella-Verona | 3-2           | 25 gen.       |

| andata (4ª) | andata (4ª) | Quarta giornata        | ritorno (15ª) | ritorno (15ª) |
|             |             |                        |               |               |
| 5 ott.      | 1-1         | Cittadella-Milan       | 3-7           | 1° feb.       |
| 5 ott.      | 5-2         | Verona-Pordenone       | 1-2           | 1° feb.       |
| 5 ott.      | 1-1         | Parma-Cremonese        | 0-2           | 1° feb.       |
| 5 ott.      | 2-1         | Spezia-SPAL            | 0-1           | 1° feb.       |
| 5 ott.      | 1-1         | Udinese-Brescia        | 3-0           | 1° feb.       |
| 5 ott.      | 1-3         | Venezia-Virtus Entella | 5-0           | 1° feb.       |

| andata (5ª) | andata (5ª) | Quinta giornata        | ritorno (16ª) | ritorno (16ª) |
|             |             |                        |               |               |
| 19 ott.     | 2-3         | Brescia-Spezia         | 1-0           | 8 feb.        |
| 19 ott.     | 3-1         | Verona-Parma           | 3-0           | 8 feb.        |
| 19 ott.     | 2-1         | Milan-Cremonese        | 2-1           | 8 feb.        |
| 19 ott.     | 0-0         | Pordenone-Cittadella   | 0-0           | 7 feb.        |
| 19 ott.     | 6-3         | SPAL-Venezia           | 1-0           | 8 feb.        |
| 19 ott.     | 2-1         | Virtus Entella-Udinese | 0-1           | 8 feb.        |

| andata (6ª) | andata (6ª) | Sesta giornata            | ritorno (17ª) | ritorno (17ª) |
|             |             |                           |               |               |
| 26 ott.     | 1-2         | Cittadella-Virtus Entella | 2-2           | 15 feb.       |
| 26 ott.     | 1-2         | Cremonese-Pordenone       | 1-2           | 15 feb.       |
| 26 ott.     | 6-0         | Milan-Parma               | 3-0           | 15 feb.       |
| 26 ott.     | 1-2         | Spezia-Verona             | 0-3           | 15 feb.       |
| 26 ott.     | 0-1         | Udinese-SPAL              | 2-3           | 15 feb.       |
| 26 ott.     | 0-3         | Venezia-Brescia           | 2-0           | 15 feb.       |

| andata (5ª) | andata (5ª) | Quinta giornata        | ritorno (16ª) | ritorno (16ª) |
|             |             |                        |               |               |
| 19 ott.     | 2-3         | Brescia-Spezia         | 1-0           | 8 feb.        |
| 19 ott.     | 3-1         | Verona-Parma           | 3-0           | 8 feb.        |
| 19 ott.     | 2-1         | Milan-Cremonese        | 2-1           | 8 feb.        |
| 19 ott.     | 0-0         | Pordenone-Cittadella   | 0-0           | 7 feb.        |
| 19 ott.     | 6-3         | SPAL-Venezia           | 1-0           | 8 feb.        |
| 19 ott.     | 2-1         | Virtus Entella-Udinese | 0-1           | 8 feb.        |

| andata (6ª) | andata (6ª) | Sesta giornata            | ritorno (17ª) | ritorno (17ª) |
|             |             |                           |               |               |
| 26 ott.     | 1-2         | Cittadella-Virtus Entella | 2-2           | 15 feb.       |
| 26 ott.     | 1-2         | Cremonese-Pordenone       | 1-2           | 15 feb.       |
| 26 ott.     | 6-0         | Milan-Parma               | 3-0           | 15 feb.       |
| 26 ott.     | 1-2         | Spezia-Verona             | 0-3           | 15 feb.       |
| 26 ott.     | 0-1         | Udinese-SPAL              | 2-3           | 15 feb.       |
| 26 ott.     | 0-3         | Venezia-Brescia           | 2-0           | 15 feb.       |

| andata (7ª) | andata (7ª) | Settima giornata      | ritorno (18ª) | ritorno (18ª) |
|             |             |                       |               |               |
| 2 nov.      | 2-3         | Brescia-Cremonese     | -             | n.d.          |
| 2 nov.      | 2-0         | Verona-Cittadella     | -             | n.d.          |
| 2 nov.      | 4-1         | Parma-Pordenone       | 0-0           | 22 feb.       |
| 2 nov.      | 0-1         | SPAL-Milan            | 1-3           | 22 feb.       |
| 1° nov.     | 2-0         | Udinese-Venezia       | 3-1           | 22 feb.       |
| 2 nov.      | 2-6         | Virtus Entella-Spezia | 1-1           | 22 feb.       |

| andata (8ª) | andata (8ª) | Ottava giornata          | ritorno (19ª) | ritorno (19ª) |
|             |             |                          |               |               |
| 9 nov.      | 0-2         | Cittadella-Brescia       | -             | n.d.          |
| 9 nov.      | 1-0         | Cremonese-Virtus Entella | -             | n.d.          |
| 9 nov.      | 5-0         | Milan-Verona             | -             | n.d.          |
| 9 nov.      | 4-3         | Pordenone-SPAL           | -             | n.d.          |
| 9 nov.      | 1-2         | Spezia-Udinese           | -             | n.d.          |
| 9 nov.      | 1-0         | Venezia-Parma            | -             | n.d.          |

| andata (7ª) | andata (7ª) | Settima giornata      | ritorno (18ª) | ritorno (18ª) |
|             |             |                       |               |               |
| 2 nov.      | 2-3         | Brescia-Cremonese     | -             | n.d.          |
| 2 nov.      | 2-0         | Verona-Cittadella     | -             | n.d.          |
| 2 nov.      | 4-1         | Parma-Pordenone       | 0-0           | 22 feb.       |
| 2 nov.      | 0-1         | SPAL-Milan            | 1-3           | 22 feb.       |
| 1° nov.     | 2-0         | Udinese-Venezia       | 3-1           | 22 feb.       |
| 2 nov.      | 2-6         | Virtus Entella-Spezia | 1-1           | 22 feb.       |

| andata (8ª) | andata (8ª) | Ottava giornata          | ritorno (19ª) | ritorno (19ª) |
|             |             |                          |               |               |
| 9 nov.      | 0-2         | Cittadella-Brescia       | -             | n.d.          |
| 9 nov.      | 1-0         | Cremonese-Virtus Entella | -             | n.d.          |
| 9 nov.      | 5-0         | Milan-Verona             | -             | n.d.          |
| 9 nov.      | 4-3         | Pordenone-SPAL           | -             | n.d.          |
| 9 nov.      | 1-2         | Spezia-Udinese           | -             | n.d.          |
| 9 nov.      | 1-0         | Venezia-Parma            | -             | n.d.          |

| andata (9ª) | andata (9ª) | Nona giornata            | ritorno (20ª) | ritorno (20ª) |
|             |             |                          |               |               |
| 23 nov.     | 1-3         | Brescia-Milan            | 0-5           | 7 mar.        |
| 23 nov.     | 2-1         | Parma-Cittadella         | -             | n.d.          |
| 23 nov.     | 2-1         | SPAL-Cremonese           | -             | n.d.          |
| 23 nov.     | 2-1         | Udinese-Verona           | 1-1           | 7 mar.        |
| 23 nov.     | 2-2         | Venezia-Spezia           | -             | n.d.          |
| 23 nov.     | 1-1         | Virtus Entella-Pordenone | 3-2           | 7 mar.        |

| andata (10ª) | andata (10ª) | Decima giornata      | ritorno (21ª) | ritorno (21ª) |
|              |              |                      |               |               |
| 30 nov.      | 2-3          | Cremonese-Venezia    | -             | n.d.          |
| 30 nov.      | 2-2          | Verona-Brescia       | -             | n.d.          |
| 30 nov.      | 5-2          | Milan-Virtus Entella | -             | n.d.          |
| 30 nov.      | 2-4          | Pordenone-Udinese    | -             | n.d.          |
| 30 nov.      | 2-0          | SPAL-Parma           | -             | n.d.          |
| 30 nov.      | 1-2          | Spezia-Cittadella    | -             | n.d.          |

| andata (9ª) | andata (9ª) | Nona giornata            | ritorno (20ª) | ritorno (20ª) |
|             |             |                          |               |               |
| 23 nov.     | 1-3         | Brescia-Milan            | 0-5           | 7 mar.        |
| 23 nov.     | 2-1         | Parma-Cittadella         | -             | n.d.          |
| 23 nov.     | 2-1         | SPAL-Cremonese           | -             | n.d.          |
| 23 nov.     | 2-1         | Udinese-Verona           | 1-1           | 7 mar.        |
| 23 nov.     | 2-2         | Venezia-Spezia           | -             | n.d.          |
| 23 nov.     | 1-1         | Virtus Entella-Pordenone | 3-2           | 7 mar.        |

| andata (10ª) | andata (10ª) | Decima giornata      | ritorno (21ª) | ritorno (21ª) |
|              |              |                      |               |               |
| 30 nov.      | 2-3          | Cremonese-Venezia    | -             | n.d.          |
| 30 nov.      | 2-2          | Verona-Brescia       | -             | n.d.          |
| 30 nov.      | 5-2          | Milan-Virtus Entella | -             | n.d.          |
| 30 nov.      | 2-4          | Pordenone-Udinese    | -             | n.d.          |
| 30 nov.      | 2-0          | SPAL-Parma           | -             | n.d.          |
| 30 nov.      | 1-2          | Spezia-Cittadella    | -             | n.d.          |

| \| andata (11ª) \| andata (11ª) \| Undicesima giornata \| ritorno (22ª) \| ritorno (22ª) \| \| \| \| \| \| \| \| 7 dic. \| 1-1 \| Brescia-Pordenone \| - \| n.d. \| \| 6 dic. \| 0-0 \| Cittadella-Cremonese \| - \| n.d. \| \| 7 dic. \| 2-1 \| Parma-Spezia \| - \| n.d. \| \| 7 dic. \| 1-2 \| Udinese-Milan \| - \| n.d. \| \| 7 dic. \| 0-0 \| Venezia-Verona \| - \| n.d. \| \| 7 dic. \| 1-3 \| Virtus Entella-SPAL \| - \| n.d. \| |              |                      |               |               |
| andata (11ª) | andata (11ª) | Undicesima giornata  | ritorno (22ª) | ritorno (22ª) |
| |              |                      |               |               |
| 7 dic. | 1-1          | Brescia-Pordenone    | -             | n.d.          |
| 6 dic. | 0-0          | Cittadella-Cremonese | -             | n.d.          |
| 7 dic. | 2-1          | Parma-Spezia         | -             | n.d.          |
| 7 dic. | 1-2          | Udinese-Milan        | -             | n.d.          |
| 7 dic. | 0-0          | Venezia-Verona       | -             | n.d.          |
| 7 dic. | 1-3          | Virtus Entella-SPAL  | -             | n.d.          |

| andata (11ª) | andata (11ª) | Undicesima giornata  | ritorno (22ª) | ritorno (22ª) |
|              |              |                      |               |               |
| 7 dic.       | 1-1          | Brescia-Pordenone    | -             | n.d.          |
| 6 dic.       | 0-0          | Cittadella-Cremonese | -             | n.d.          |
| 7 dic.       | 2-1          | Parma-Spezia         | -             | n.d.          |
| 7 dic.       | 1-2          | Udinese-Milan        | -             | n.d.          |
| 7 dic.       | 0-0          | Venezia-Verona       | -             | n.d.          |
| 7 dic.       | 1-3          | Virtus Entella-SPAL  | -             | n.d.          |

### Statistiche

#### Individuali

##### Classifica marcatori
| Gol |  |  | Giocatore        | Squadra        |
| --- |  |  | ---------------- | -------------- |
| 15  |  |  | Adama Sane       | Verona         |
| 13  |  |  | Francesco Ruocco | Brescia        |
| 10  |  |  | Nicolò Buso      | Virtus Entella |
| 9   |  |  | Domenico Rossi   | Venezia        |
| 9   |  |  | Lorenzo Colombo  | Milan          |
| 9   |  |  | Enrico Oviszach  | Udinese        |
| 9   |  |  | Luan Capanni     | Milan          |

## Girone B

### Squadre partecipanti
| Club        | Città                        | Stagione precedente    |
| ----------- | ---------------------------- | ---------------------- |
| Ascoli      | Ascoli Piceno                | 3º posto nel girone B  |
| Benevento   | Benevento                    | 5º posto nel girone B  |
| Cosenza     | Cosenza                      | 11º posto nel girone B |
| Crotone     | Crotone                      | 9º posto nel girone B  |
| Frosinone   | Frosinone                    | 6º posto nel girone B  |
| Juve Stabia | Castellammare di Stabia (NA) | -                      |
| Lecce       | Lecce                        | 4º posto nel girone B  |
| Livorno     | Livorno                      | 7º posto nel girone B  |
| Perugia     | Perugia                      | 10º posto nel girone B |
| Pisa        | Pisa                         | -                      |
| Salernitana | Salerno                      | 11º posto nel girone A |
| Trapani     | Trapani                      | -                      |

### Allenatori e primatisti
| Squadra     | Allenatore                                                                  |
| ----------- | --------------------------------------------------------------------------- |
| Ascoli      | Guillermo Abascal (1ª-14ª) Andrea Juliano (15ª) Guillermo Abascal (16ª-18ª) |
| Benevento   | Daniele De Nigris                                                           |
| Cosenza     | Emanuele Ferraro                                                            |
| Crotone     | Ivan Moschella                                                              |
| Frosinone   | Luigi Marsella                                                              |
| Juve Stabia | Luca Fusco                                                                  |
| Lecce       | Sebastiano Siviglia                                                         |
| Livorno     | Juriy Cannarsa                                                              |
| Perugia     | Giovanni Migliorelli                                                        |
| Pisa        | Francesco Baiano                                                            |
| Salernitana | Antonio Rizzolo                                                             |
| Trapani     | Giuseppe Scurto                                                             |

### Classifica
Fonte: sito ufficiale Lega Serie B.
- {\displaystyle PT} è il punteggio totale accumulato in classifica fino al momento della sospensione definitiva;
- {\displaystyle MPc} è la media punti realizzati nelle gare disputate in casa fino al momento della sospensione definitiva;
- {\displaystyle NPc} è il numero di partite rimanenti da giocare in casa secondo il calendario ordinario;
- {\displaystyle MPt} è la media punti realizzati nelle gare disputate in trasferta fino al momento della sospensione definitiva;
- {\displaystyle NPt} è il numero di partite rimanenti da giocare in trasferta secondo il calendario ordinario.

|       | Pos. | Squadra     | PF    | Pt | G  | V  | N | P  | GF | GS | DR  |
| ----- | ---- | ----------- | ----- | -- | -- | -- | - | -- | -- | -- | --- |
|       | 1.   | Ascoli      | 50,23 | 43 | 19 | 14 | 1 | 4  | 44 | 19 | +25 |
|       | 2.   | Trapani     | 40,33 | 33 | 18 | 9  | 6 | 3  | 24 | 17 | +7  |
|       | 3.   | Frosinone   | 35,20 | 31 | 19 | 9  | 4 | 7  | 31 | 22 | +9  |
|       | 4.   | Livorno     | 33,86 | 29 | 19 | 8  | 5 | 6  | 31 | 27 | +4  |
|       | 5.   | Crotone     | 32,51 | 28 | 19 | 7  | 7 | 5  | 26 | 28 | -2  |
|       | 6.   | Lecce       | 30,56 | 25 | 18 | 7  | 4 | 7  | 32 | 26 | +6  |
| [ 8 ] | 7.   | Perugia     | 26,77 | 24 | 19 | 6  | 6 | 7  | 32 | 28 | +4  |
| [ 8 ] | 8.   | Cosenza     | 26,77 | 23 | 19 | 7  | 2 | 10 | 35 | 42 | -7  |
|       | 9.   | Salernitana | 26,52 | 23 | 19 | 5  | 8 | 6  | 23 | 28 | -5  |
|       | 10.  | Benevento   | 24,32 | 21 | 19 | 6  | 3 | 10 | 30 | 35 | -5  |
|       | 11.  | Pisa        | 19,56 | 17 | 19 | 5  | 2 | 12 | 18 | 32 | -14 |
|       | 12.  | Juve Stabia | 17,97 | 15 | 19 | 3  | 6 | 10 | 22 | 44 | -22 |

Legenda:
      Promossa in Campionato Primavera 1 2020-2021.
Regolamento:
Tre punti per la vittoria, uno per il pareggio, zero per la sconfitta.
In caso di arrivo di due o più squadre a pari punti, la graduatoria finale verrà stilata secondo la classifica avulsa tra le squadre interessate che prevede, in ordine, i seguenti criteri:
- maggior numero di punti ottenuti negli scontri diretti
- miglior differenza reti negli scontri diretti
- miglior differenza reti nell'intera fase a gironi
- maggior numero di reti segnate nell'intera fase a gironi
- minor numero di cartellini rossi ricevuti nell'intera fase a gironi
- minor numero di cartellini gialli ricevuti nell'intera fase a gironi
- sorteggio

### Risultati

#### Calendario
| andata (1ª) | andata (1ª) | Prima giornata        | ritorno (12ª) | ritorno (12ª) |
|             |             |                       |               |               |
| 14 set.     | 0-1         | Cosenza-Trapani       | 3-1           | 14 dic.       |
| 14 set.     | 1-1         | Crotone-Salernitana   | 0-0           | 14 dic.       |
| 14 set.     | 4-1         | Frosinone-Juve Stabia | 2-3           | 14 dic.       |
| 14 set.     | 1-1         | Lecce-Benevento       | 3-2           | 14 dic.       |
| 14 set.     | 1-3         | Livorno-Ascoli        | 2-3           | 14 dic.       |
| 13 set.     | 6-1         | Perugia-Pisa          | 0-0           | 14 dic.       |

| andata (2ª) | andata (2ª) | Seconda giornata    | ritorno (13ª) | ritorno (13ª) |
|             |             |                     |               |               |
| 21 set.     | 3-4         | Ascoli-Lecce        | 1-0           | 18 gen.       |
| 21 set.     | 2-1         | Benevento-Perugia   | 1-4           | 18 gen.       |
| a tav.      | 3-0         | Juve Stabia-Crotone | 2-2           | 18 gen.       |
| 21 set.     | 3-1         | Pisa-Cosenza        | 4-3           | 18 gen.       |
| 21 set.     | 1-2         | Salernitana-Livorno | 0-2           | 18 gen.       |
| 21 set.     | 1-0         | Trapani-Frosinone   | 0-2           | 18 gen.       |

| andata (1ª) | andata (1ª) | Prima giornata        | ritorno (12ª) | ritorno (12ª) |
|             |             |                       |               |               |
| 14 set.     | 0-1         | Cosenza-Trapani       | 3-1           | 14 dic.       |
| 14 set.     | 1-1         | Crotone-Salernitana   | 0-0           | 14 dic.       |
| 14 set.     | 4-1         | Frosinone-Juve Stabia | 2-3           | 14 dic.       |
| 14 set.     | 1-1         | Lecce-Benevento       | 3-2           | 14 dic.       |
| 14 set.     | 1-3         | Livorno-Ascoli        | 2-3           | 14 dic.       |
| 13 set.     | 6-1         | Perugia-Pisa          | 0-0           | 14 dic.       |

| andata (2ª) | andata (2ª) | Seconda giornata    | ritorno (13ª) | ritorno (13ª) |
|             |             |                     |               |               |
| 21 set.     | 3-4         | Ascoli-Lecce        | 1-0           | 18 gen.       |
| 21 set.     | 2-1         | Benevento-Perugia   | 1-4           | 18 gen.       |
| a tav.      | 3-0         | Juve Stabia-Crotone | 2-2           | 18 gen.       |
| 21 set.     | 3-1         | Pisa-Cosenza        | 4-3           | 18 gen.       |
| 21 set.     | 1-2         | Salernitana-Livorno | 0-2           | 18 gen.       |
| 21 set.     | 1-0         | Trapani-Frosinone   | 0-2           | 18 gen.       |

| andata (3ª) | andata (3ª) | Terza giornata        | ritorno (14ª) | ritorno (14ª) |
|             |             |                       |               |               |
| 29 set.     | 3-0         | Ascoli-Juve Stabia    | 1-1           | 25 gen.       |
| 28 set.     | 0-2         | Cosenza-Benevento     | 1-2           | 25 gen.       |
| 28 set.     | 1-1         | Frosinone-Salernitana | 1-2           | 25 gen.       |
| 28 set.     | 3-1         | Lecce-Pisa            | 2-1           | 25 gen.       |
| 28 set.     | 2-3         | Livorno-Crotone       | 0-2           | 25 gen.       |
| 28 set.     | 3-1         | Perugia-Trapani       | 0-1           | 25 gen.       |

| andata (4ª) | andata (4ª) | Quarta giornata     | ritorno (15ª) | ritorno (15ª) |
|             |             |                     |               |               |
| 5 ott.      | 1-1         | Benevento-Trapani   | 0-1           | 1° feb.       |
| 5 ott.      | 1-2         | Crotone-Cosenza     | 0-4           | 1° feb.       |
| 5 ott.      | 0-2         | Frosinone-Livorno   | 2-2           | 1° feb.       |
| 5 ott.      | 2-2         | Juve Stabia-Lecce   | 0-2           | 1° feb.       |
| 5 ott.      | 0-2         | Pisa-Ascoli         | 0-1           | 1° feb.       |
| 5 ott.      | 2-2         | Salernitana-Perugia | 1-1           | 1° feb.       |

| andata (3ª) | andata (3ª) | Terza giornata        | ritorno (14ª) | ritorno (14ª) |
|             |             |                       |               |               |
| 29 set.     | 3-0         | Ascoli-Juve Stabia    | 1-1           | 25 gen.       |
| 28 set.     | 0-2         | Cosenza-Benevento     | 1-2           | 25 gen.       |
| 28 set.     | 1-1         | Frosinone-Salernitana | 1-2           | 25 gen.       |
| 28 set.     | 3-1         | Lecce-Pisa            | 2-1           | 25 gen.       |
| 28 set.     | 2-3         | Livorno-Crotone       | 0-2           | 25 gen.       |
| 28 set.     | 3-1         | Perugia-Trapani       | 0-1           | 25 gen.       |

| andata (4ª) | andata (4ª) | Quarta giornata     | ritorno (15ª) | ritorno (15ª) |
|             |             |                     |               |               |
| 5 ott.      | 1-1         | Benevento-Trapani   | 0-1           | 1° feb.       |
| 5 ott.      | 1-2         | Crotone-Cosenza     | 0-4           | 1° feb.       |
| 5 ott.      | 0-2         | Frosinone-Livorno   | 2-2           | 1° feb.       |
| 5 ott.      | 2-2         | Juve Stabia-Lecce   | 0-2           | 1° feb.       |
| 5 ott.      | 0-2         | Pisa-Ascoli         | 0-1           | 1° feb.       |
| 5 ott.      | 2-2         | Salernitana-Perugia | 1-1           | 1° feb.       |

| andata (5ª) | andata (5ª) | Quinta giornata     | ritorno (16ª) | ritorno (16ª) |
|             |             |                     |               |               |
| 19 ott.     | 2-1         | Ascoli-Benevento    | 4-3           | 8 feb.        |
| 20 ott.     | 4-0         | Cosenza-Juve Stabia | 3-3           | 8 feb.        |
| 19 ott.     | 5-0         | Lecce-Salernitana   | 1-2           | 8 feb.        |
| 19 ott.     | 0-1         | Livorno-Pisa        | 1-0           | 8 feb.        |
| 19 ott.     | 2-2         | Perugia-Frosinone   | 0-1           | 8 feb.        |
| 19 ott.     | 0-0         | Trapani-Crotone     | 2-2           | 8 feb.        |

| andata (6ª) | andata (6ª) | Sesta giornata      | ritorno (17ª) | ritorno (17ª) |
|             |             |                     |               |               |
| 26 ott.     | 0-2         | Benevento-Livorno   | 2-2           | 15 feb.       |
| 26 ott.     | 3-4         | Crotone-Lecce       | 1-0           | 15 feb.       |
| 26 ott.     | 0-2         | Frosinone-Cosenza   | 5-1           | 15 feb.       |
| 26 ott.     | 1-0         | Juve Stabia-Pisa    | 0-3           | 15 feb.       |
| 26 ott.     | 1-2         | Perugia-Ascoli      | 0-4           | 15 feb.       |
| 26 ott.     | 1-1         | Salernitana-Trapani | 1-1           | 15 feb.       |

| andata (5ª) | andata (5ª) | Quinta giornata     | ritorno (16ª) | ritorno (16ª) |
|             |             |                     |               |               |
| 19 ott.     | 2-1         | Ascoli-Benevento    | 4-3           | 8 feb.        |
| 20 ott.     | 4-0         | Cosenza-Juve Stabia | 3-3           | 8 feb.        |
| 19 ott.     | 5-0         | Lecce-Salernitana   | 1-2           | 8 feb.        |
| 19 ott.     | 0-1         | Livorno-Pisa        | 1-0           | 8 feb.        |
| 19 ott.     | 2-2         | Perugia-Frosinone   | 0-1           | 8 feb.        |
| 19 ott.     | 0-0         | Trapani-Crotone     | 2-2           | 8 feb.        |

| andata (6ª) | andata (6ª) | Sesta giornata      | ritorno (17ª) | ritorno (17ª) |
|             |             |                     |               |               |
| 26 ott.     | 0-2         | Benevento-Livorno   | 2-2           | 15 feb.       |
| 26 ott.     | 3-4         | Crotone-Lecce       | 1-0           | 15 feb.       |
| 26 ott.     | 0-2         | Frosinone-Cosenza   | 5-1           | 15 feb.       |
| 26 ott.     | 1-0         | Juve Stabia-Pisa    | 0-3           | 15 feb.       |
| 26 ott.     | 1-2         | Perugia-Ascoli      | 0-4           | 15 feb.       |
| 26 ott.     | 1-1         | Salernitana-Trapani | 1-1           | 15 feb.       |

| andata (7ª) | andata (7ª) | Settima giornata      | ritorno (18ª) | ritorno (18ª) |
|             |             |                       |               |               |
| 2 nov.      | 1-0         | Ascoli-Frosinone      | 1-2           | 22 feb.       |
| 2 nov.      | 4-2         | Benevento-Juve Stabia | 2-0           | 22 feb.       |
| 2 nov.      | 3-2         | Cosenza-Salernitana   | 1-3           | 22 feb.       |
| 2 nov.      | 1-1         | Lecce-Perugia         | 1-2           | 22 feb.       |
| 2 nov.      | 0-2         | Pisa-Crotone          | 1-1           | 22 feb.       |
| 6 nov.      | 4-1         | Trapani-Livorno       | 1-1           | 22 feb.       |

| andata (8ª) | andata (8ª) | Ottava giornata     | ritorno (19ª) | ritorno (19ª) |
|             |             |                     |               |               |
| 9 nov.      | 3-2         | Crotone-Benevento   | -             | n.d.          |
| 9 nov.      | 2-1         | Frosinone-Lecce     | -             | n.d.          |
| 9 nov.      | 4-2         | Livorno-Juve Stabia | -             | n.d.          |
| 8 nov.      | 3-2         | Perugia-Cosenza     | -             | n.d.          |
| 9 nov.      | 1-2         | Salernitana-Ascoli  | -             | n.d.          |
| 9 nov.      | 3-0         | Trapani-Pisa        | -             | n.d.          |

| andata (7ª) | andata (7ª) | Settima giornata      | ritorno (18ª) | ritorno (18ª) |
|             |             |                       |               |               |
| 2 nov.      | 1-0         | Ascoli-Frosinone      | 1-2           | 22 feb.       |
| 2 nov.      | 4-2         | Benevento-Juve Stabia | 2-0           | 22 feb.       |
| 2 nov.      | 3-2         | Cosenza-Salernitana   | 1-3           | 22 feb.       |
| 2 nov.      | 1-1         | Lecce-Perugia         | 1-2           | 22 feb.       |
| 2 nov.      | 0-2         | Pisa-Crotone          | 1-1           | 22 feb.       |
| 6 nov.      | 4-1         | Trapani-Livorno       | 1-1           | 22 feb.       |

| andata (8ª) | andata (8ª) | Ottava giornata     | ritorno (19ª) | ritorno (19ª) |
|             |             |                     |               |               |
| 9 nov.      | 3-2         | Crotone-Benevento   | -             | n.d.          |
| 9 nov.      | 2-1         | Frosinone-Lecce     | -             | n.d.          |
| 9 nov.      | 4-2         | Livorno-Juve Stabia | -             | n.d.          |
| 8 nov.      | 3-2         | Perugia-Cosenza     | -             | n.d.          |
| 9 nov.      | 1-2         | Salernitana-Ascoli  | -             | n.d.          |
| 9 nov.      | 3-0         | Trapani-Pisa        | -             | n.d.          |

| andata (9ª) | andata (9ª) | Nona giornata       | ritorno (20ª) | ritorno (20ª) |
|             |             |                     |               |               |
| 23 nov.     | 5-0         | Ascoli-Crotone      | 0-1           | 7 mar.        |
| 23 nov.     | 1-3         | Benevento-Frosinone | 0-1           | 7 mar.        |
| 23 nov.     | 0-3         | Cosenza-Livorno     | 2-2           | 7 mar.        |
| 25 nov.     | 2-1         | Juve Stabia-Perugia | 1-1           | 8 mar.        |
| 23 nov.     | 1-2         | Lecce-Trapani       | -             | n.d.          |
| 23 nov.     | 0-1         | Pisa-Salernitana    | 1-0           | 7 mar.        |

| andata (10ª) | andata (10ª) | Decima giornata         | ritorno (21ª) | ritorno (21ª) |
|              |              |                         |               |               |
| 30 nov.      | 2-1          | Cosenza-Lecce           | -             | n.d.          |
| 30 nov.      | 0-0          | Crotone-Frosinone       | -             | n.d.          |
| 30 nov.      | 2-1          | Livorno-Perugia         | -             | n.d.          |
| 30 nov.      | 1-2          | Pisa-Benevento          | -             | n.d.          |
| 30 nov.      | 1-1          | Salernitana-Juve Stabia | -             | n.d.          |
| 30 nov.      | 1-0          | Trapani-Ascoli          | -             | n.d.          |

| andata (9ª) | andata (9ª) | Nona giornata       | ritorno (20ª) | ritorno (20ª) |
|             |             |                     |               |               |
| 23 nov.     | 5-0         | Ascoli-Crotone      | 0-1           | 7 mar.        |
| 23 nov.     | 1-3         | Benevento-Frosinone | 0-1           | 7 mar.        |
| 23 nov.     | 0-3         | Cosenza-Livorno     | 2-2           | 7 mar.        |
| 25 nov.     | 2-1         | Juve Stabia-Perugia | 1-1           | 8 mar.        |
| 23 nov.     | 1-2         | Lecce-Trapani       | -             | n.d.          |
| 23 nov.     | 0-1         | Pisa-Salernitana    | 1-0           | 7 mar.        |

| andata (10ª) | andata (10ª) | Decima giornata         | ritorno (21ª) | ritorno (21ª) |
|              |              |                         |               |               |
| 30 nov.      | 2-1          | Cosenza-Lecce           | -             | n.d.          |
| 30 nov.      | 0-0          | Crotone-Frosinone       | -             | n.d.          |
| 30 nov.      | 2-1          | Livorno-Perugia         | -             | n.d.          |
| 30 nov.      | 1-2          | Pisa-Benevento          | -             | n.d.          |
| 30 nov.      | 1-1          | Salernitana-Juve Stabia | -             | n.d.          |
| 30 nov.      | 1-0          | Trapani-Ascoli          | -             | n.d.          |

| \| andata (11ª) \| andata (11ª) \| Undicesima giornata \| ritorno (22ª) \| ritorno (22ª) \| \| \| \| \| \| \| \| 7 dic. \| 6-1 \| Ascoli-Cosenza \| - \| n.d. \| \| 7 dic. \| 2-3 \| Benevento-Salernitana \| - \| n.d. \| \| 7 dic. \| 3-1 \| Frosinone-Pisa \| - \| n.d. \| \| 7 dic. \| 1-2 \| Juve Stabia-Trapani \| - \| n.d. \| \| 7 dic. \| 0-0 \| Lecce-Livorno \| - \| n.d. \| \| 7 dic. \| 3-1 \| Perugia-Crotone \| - \| n.d. \| |              |                       |               |               |
| andata (11ª) | andata (11ª) | Undicesima giornata   | ritorno (22ª) | ritorno (22ª) |
| |              |                       |               |               |
| 7 dic. | 6-1          | Ascoli-Cosenza        | -             | n.d.          |
| 7 dic. | 2-3          | Benevento-Salernitana | -             | n.d.          |
| 7 dic. | 3-1          | Frosinone-Pisa        | -             | n.d.          |
| 7 dic. | 1-2          | Juve Stabia-Trapani   | -             | n.d.          |
| 7 dic. | 0-0          | Lecce-Livorno         | -             | n.d.          |
| 7 dic. | 3-1          | Perugia-Crotone       | -             | n.d.          |

| andata (11ª) | andata (11ª) | Undicesima giornata   | ritorno (22ª) | ritorno (22ª) |
|              |              |                       |               |               |
| 7 dic.       | 6-1          | Ascoli-Cosenza        | -             | n.d.          |
| 7 dic.       | 2-3          | Benevento-Salernitana | -             | n.d.          |
| 7 dic.       | 3-1          | Frosinone-Pisa        | -             | n.d.          |
| 7 dic.       | 1-2          | Juve Stabia-Trapani   | -             | n.d.          |
| 7 dic.       | 0-0          | Lecce-Livorno         | -             | n.d.          |
| 7 dic.       | 3-1          | Perugia-Crotone       | -             | n.d.          |

### Statistiche

#### Individuali

##### Classifica marcatori
| Gol |  |  | Giocatore             | Squadra     |
| --- |  |  | --------------------- | ----------- |
| 11  |  |  | Gianluigi Sueva       | Cosenza     |
| 10  |  |  | Pierluca Luciani      | Frosinone   |
| 10  |  |  | Ricardo Matos         | Ascoli      |
| 9   |  |  | Nicola Garofalo       | Benevento   |
| 9   |  |  | Matteo Pallecchi      | Livorno     |
| 8   |  |  | Joseph Mangiaratti    | Perugia     |
| 8   |  |  | Vincenzo Della Pietra | Juve Stabia |
| 8   |  |  | Salvatore Rimoli      | Lecce       |

## Play-off
Annullati in seguito al protrarsi dell'emergenza sanitaria causata dalla pandemia di COVID-19.

## Supercoppa Primavera 2
Annullata in seguito al protrarsi dell'emergenza sanitaria causata dalla pandemia di COVID-19.